# Буженко, Елена Романовна
Еле́на Рома́новна Буже́нко (укр. Олена Романівна Буженко; род. 16 ноября 1972, Днепропетровск), также известна по фамилиям Сергеева и Марцонь — украинская легкоатлетка, специалистка по бегу на средние дистанции. Выступала на профессиональном уровне в 1993—2005 годах, обладательница серебряной медали Всемирной Универсиады, победительница и призёрка ряда крупных международных стартов, двукратная чемпионка Украины, действующая рекордсменка страны на дистанции 1000 метров, участница летних Олимпийских игр в Сиднее. Мастер спорта Украины международного класса.

## Биография
Елена Буженко родилась 16 ноября 1972 года в Днепропетровске, Украинская ССР. Окончила Днепропетровский государственный институт физической культуры и спорта (1995).
Впервые заявила о себе в лёгкой атлетике на международном уровне в сезоне 1996 года, когда вошла в состав украинской сборной и выступила на Кубке Европы в Мадриде, где в зачёте бега на 800 метров стала четвёртой.
В 1997 году бежала 800 метров на чемпионате мира в помещении в Париже, заняла пятое место в эстафете 4×400 метров на Кубке Европы в Мюнхене, дошла до полуфинала в дисциплине 800 метров на чемпионате мира в Афинах. Будучи студенткой, представляла Украину на Всемирной Универсиаде в Катании — в финале 800 метров с результатом 2:00.84 финишировала второй, уступив только своей соотечественнице Ирине Лищинской.
В 1998 году в беге на 800 метров одержала победу на чемпионате Украины в Киеве, стартовала на чемпионате Европы в Будапеште.
В 1999 году на международном старте в Ницце установила ныне действующий рекорд Украины в беге на 1000 метров на открытом стадионе — 2:34.81. В беге на 800 метров была четвёртой на Всемирной Универсиаде в Пальме, второй на Всемирных военных играх в Загребе, дошла до полуфинала на чемпионате мира в Севилье.
В 2000 году вновь выиграла чемпионат Украины в Киеве на дистанции 800 метров. Благодаря череде успешных выступлений удостоилась права защищать честь страны на летних Олимпийских играх в Сиднее — на предварительном квалификационном этапе 800 метров показала время 2:03.48, чего оказалось недостаточно для выхода в полуфинальную стадию соревнований.
Завершила спортивную карьеру по окончании сезона 2005 года.
За выдающиеся спортивные достижения удостоена почётного звания «Мастер спорта Украины международного класса» (1996).